# V Reunião Ordinária do Conselho do Mercado Comum
A V Reunião Ordinária do Conselho do Mercado Comum ocorreu em janeiro de 1994, na cidade de Colônia do Sacramento, no Uruguai.

## Participantes
Representando os estados-membros
- Itamar Franco
- Carlos Menem
- Luis Alberto Lacalle
- Juan Carlos Wasmosy Monti

## Decisões
A reunião produziu treze decisões.